# طبیعت بی‌جان
طبیعت بی‌جان یا نقاشی اشیای بی‌جان به اثری هنری گفته می‌شود که معمولاً اجسام غیرمتحرک را تصویر می‌کند. این اجسام اغلب اشیاء معمولی هستند که می‌توانند طبیعی باشد مانند گل، میوه، غذا، سنگ و صدف، یا ساخته دست بشر باشند مانند کوزه، گلدان، لیوان، کتاب، جواهرات و زینت آلات، سکه و پیپ که در کنار هم برای به تصویر کشیدن مفهومی فرهنگی، مذهبی، تاریخی و غیره چیده شده‌اند.

## نگارخانه

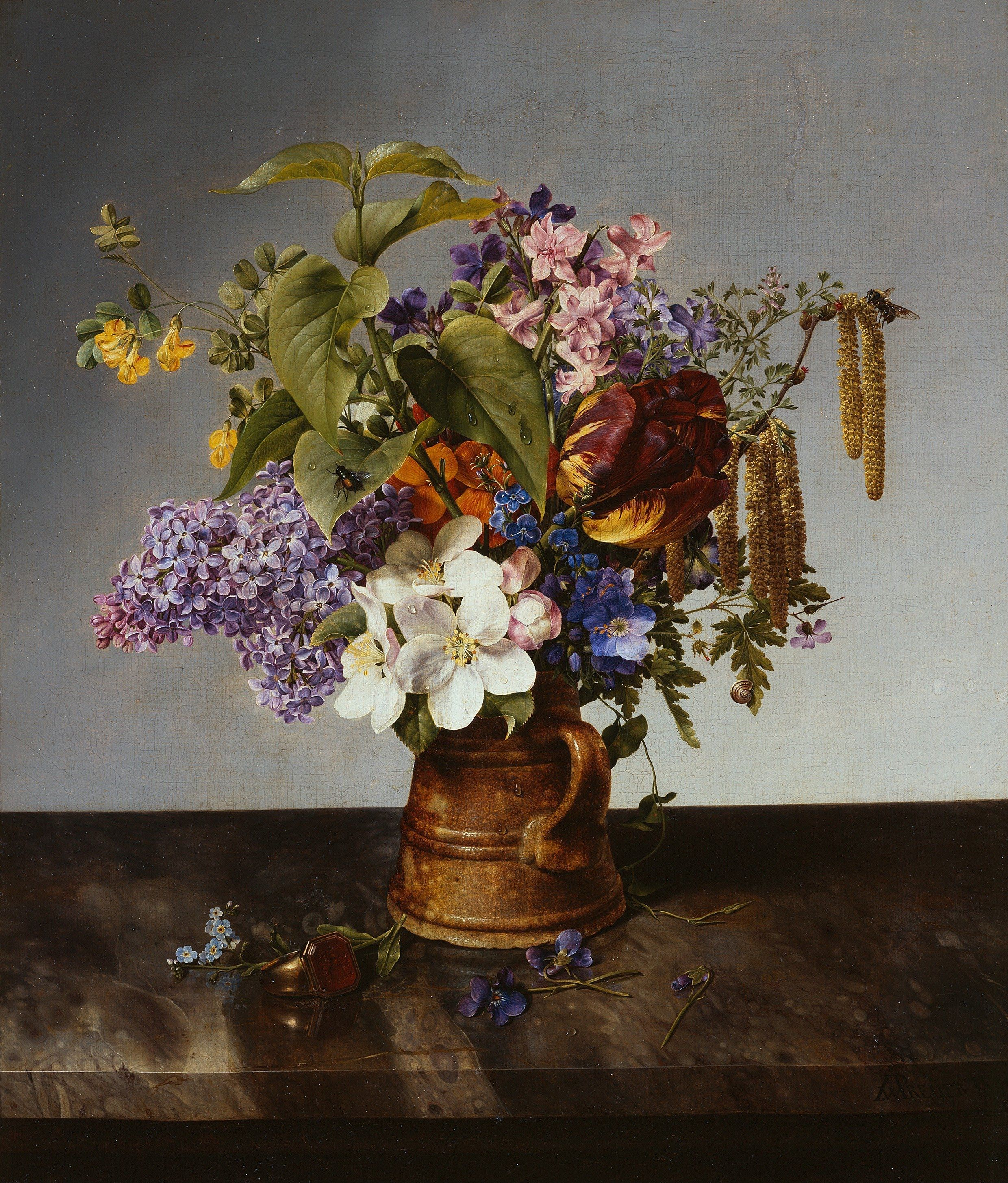
دسته‌گل چیده‌شده از باغ در یک پارچ ۱۸۳۱ م. اثر یوهان ویلهلم پریر
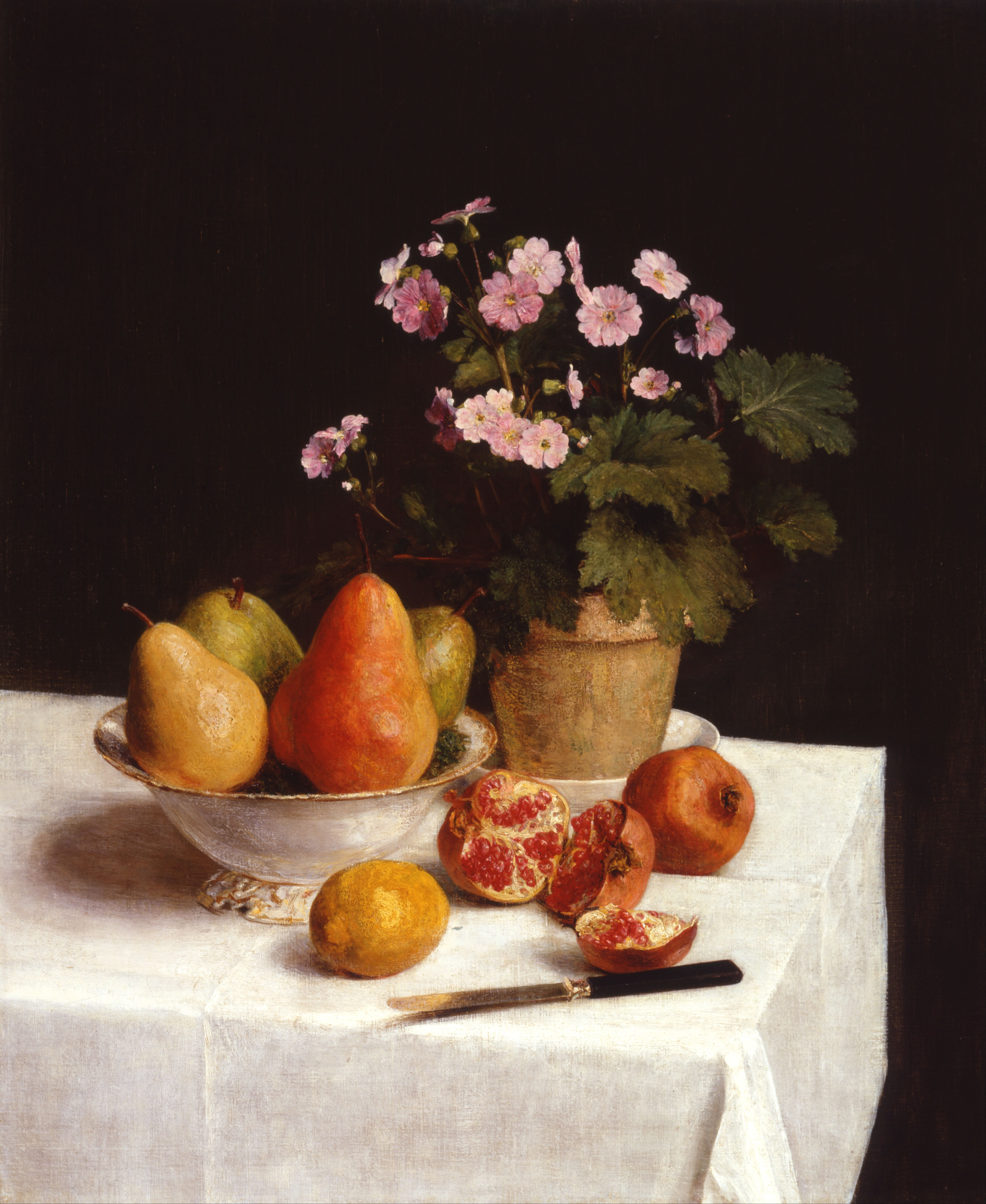
طبیعت بی‌جان با گُل پامچال، گلابی‌ها و انارها بین سال‌های ۱۸۳۶ تا ۱۹۰۴ م. اثر آنری فانتن لاتور موزه کرولر-مولر
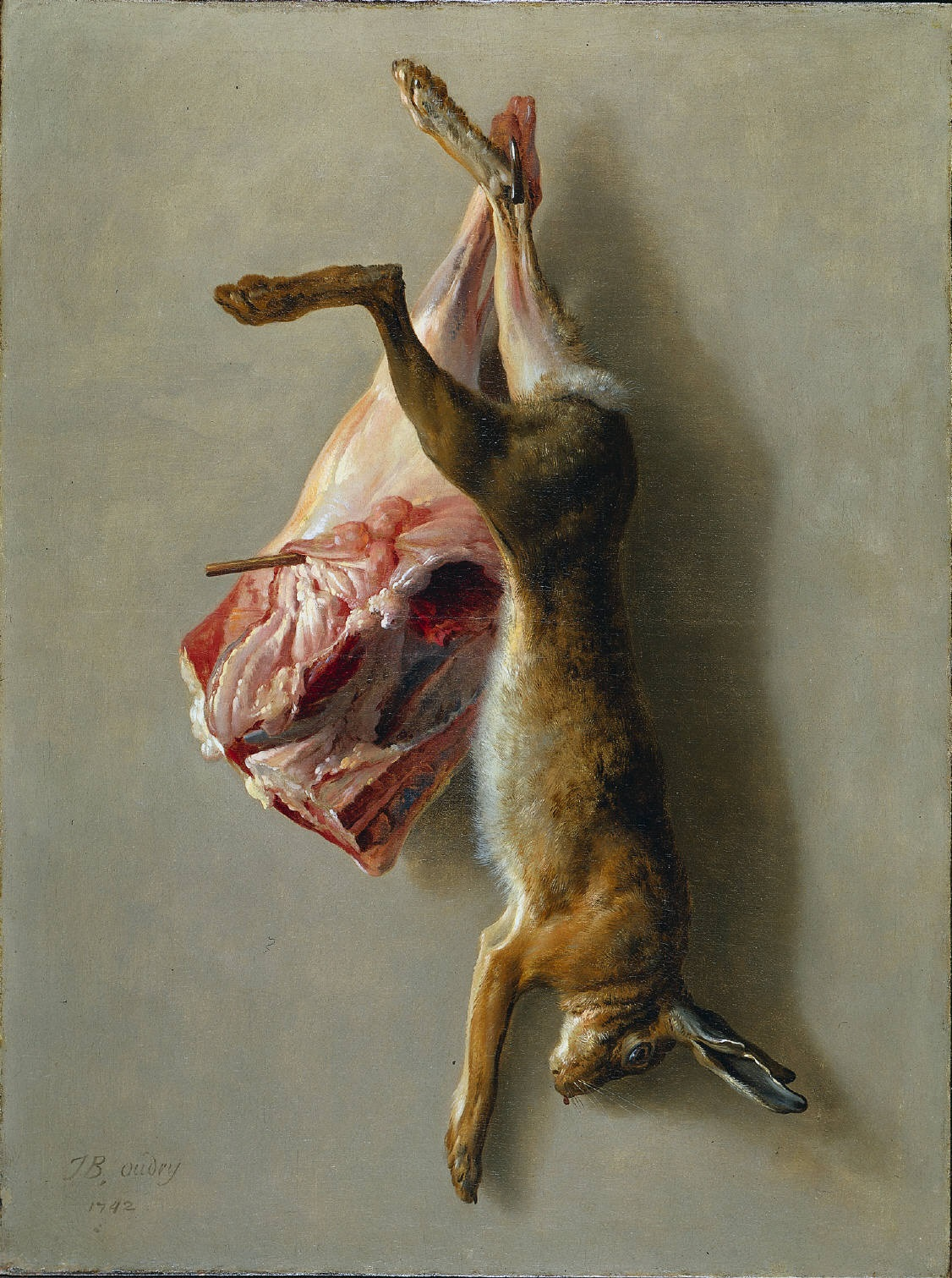
طبیعت بی‌جان با خرگوش و ران بره ۱۷۴۲ م. اثر ژان-بتیست اودری موزه هنر کلیولند
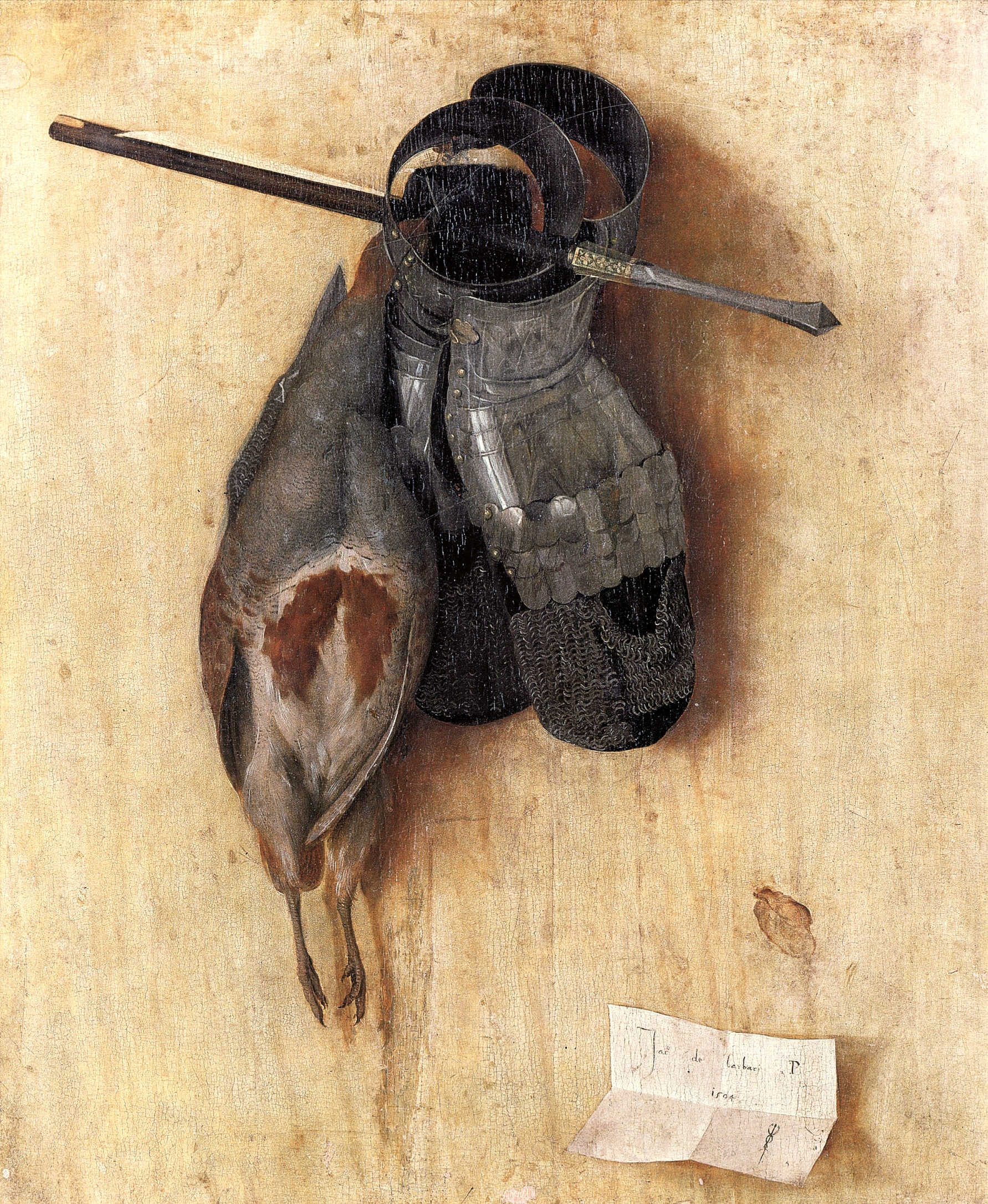
طبیعت بی‌جان با کبک و دستکش‌های آهنین، یاکوپو د بربری
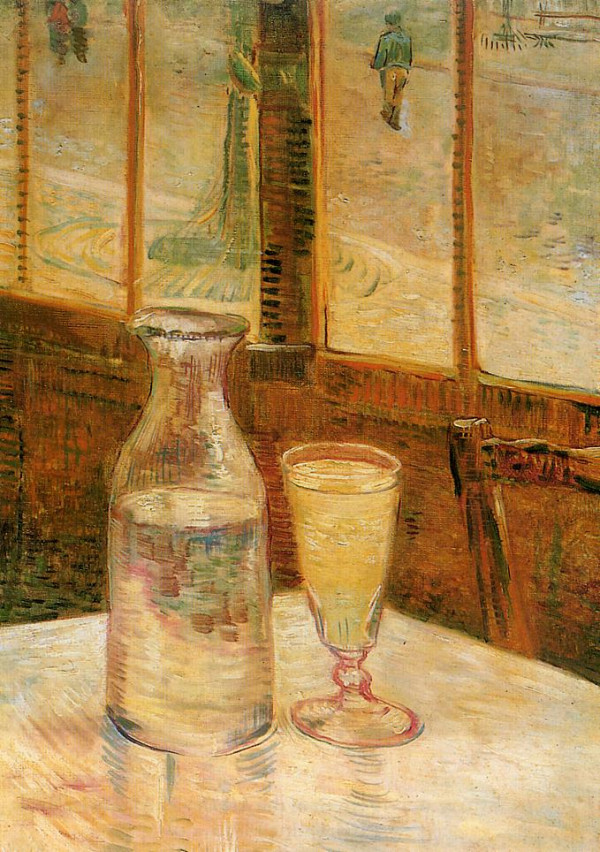
طبیعت بی‌جان با اَبسینت ۱۸۸۷ م. اثر ونسان ون گوگ موزه ون گوگ
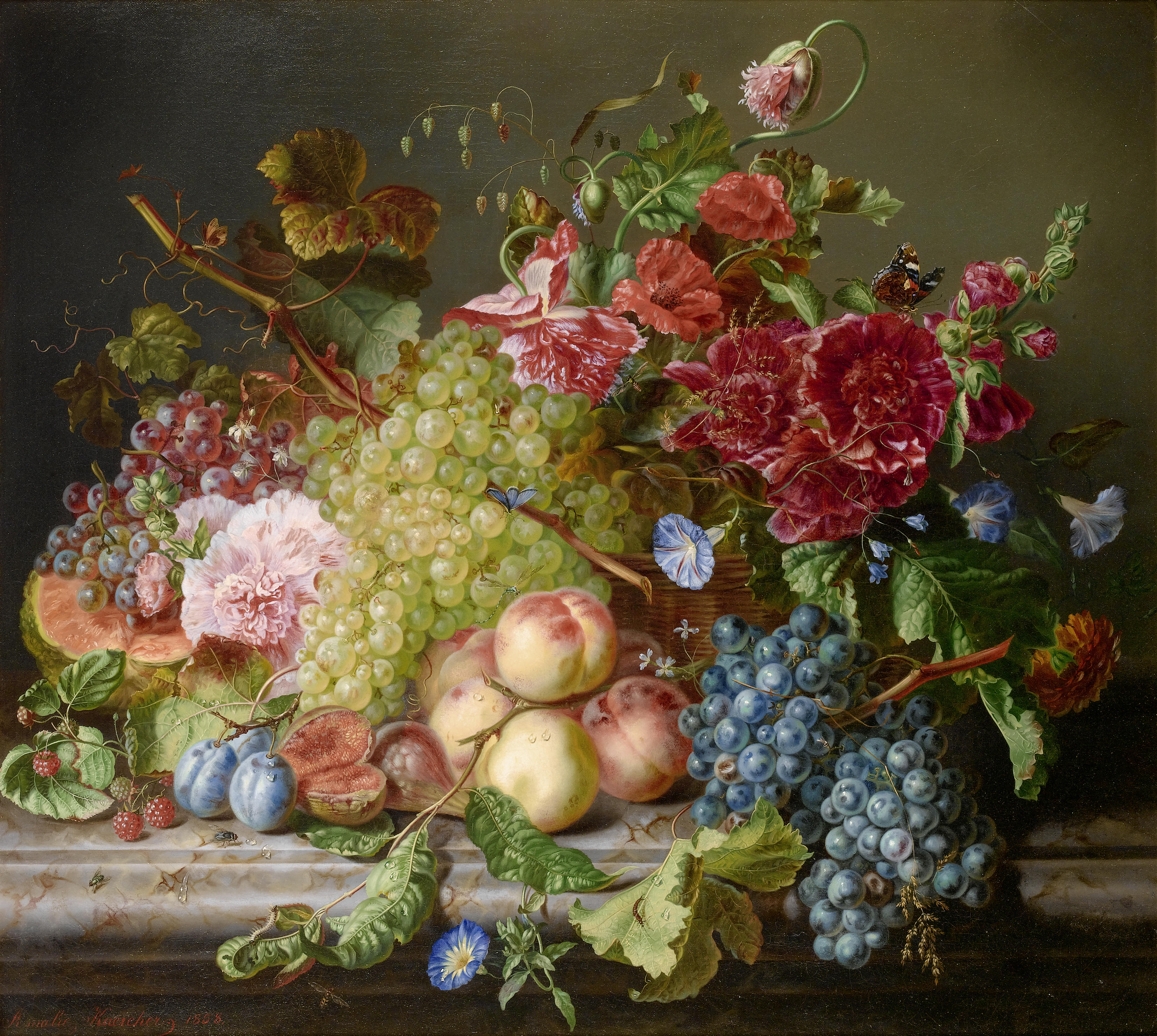
طبیعت بی‌جان با میوه و گل بر روی تاقچه، آمالی کرشر
طبیعت بی‌جان، جورجو موراندی
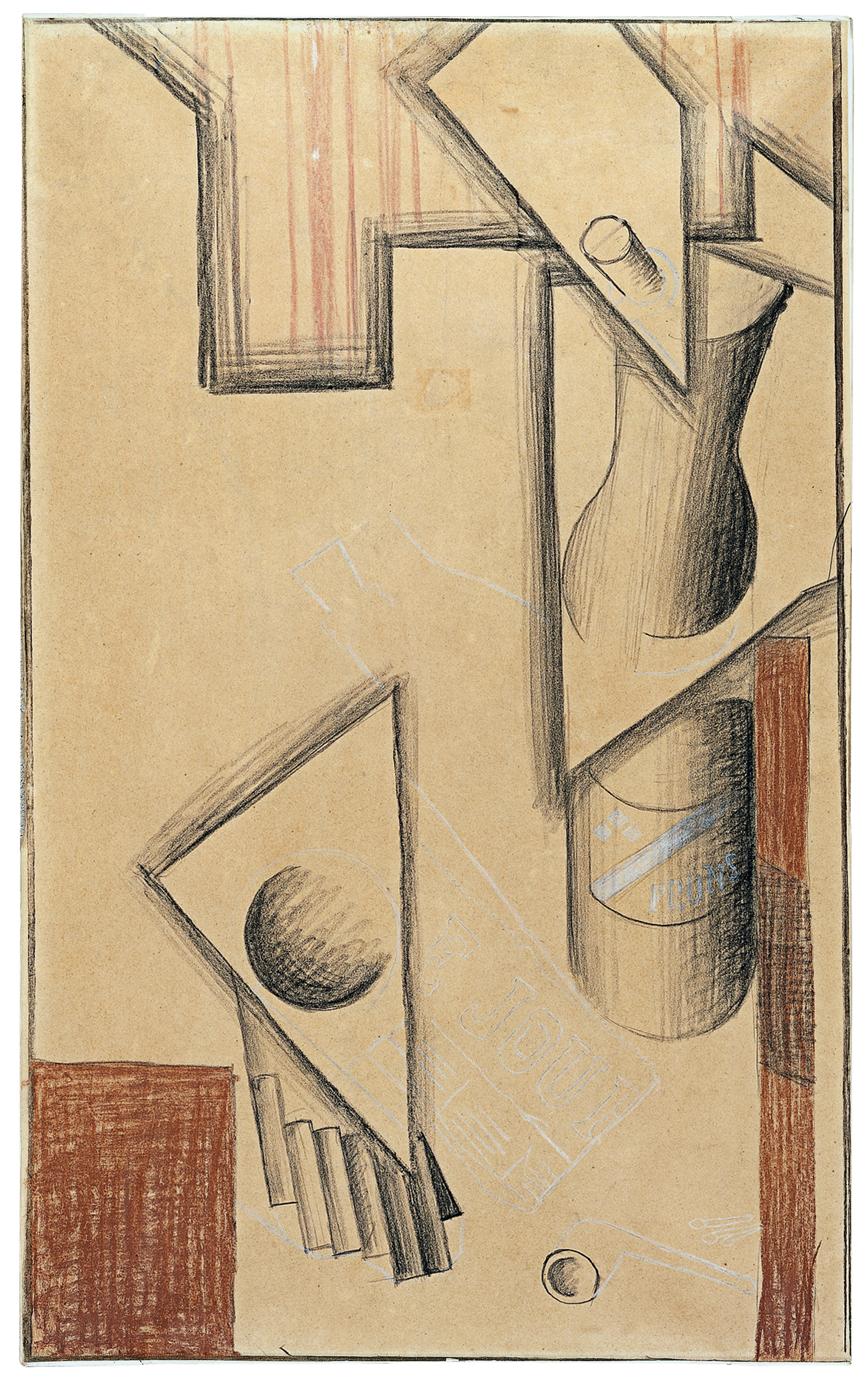
طبیعت بی‌جان ۱۹۱۳ م. اثر خوان گری موزه تیسن-بورنمیسا
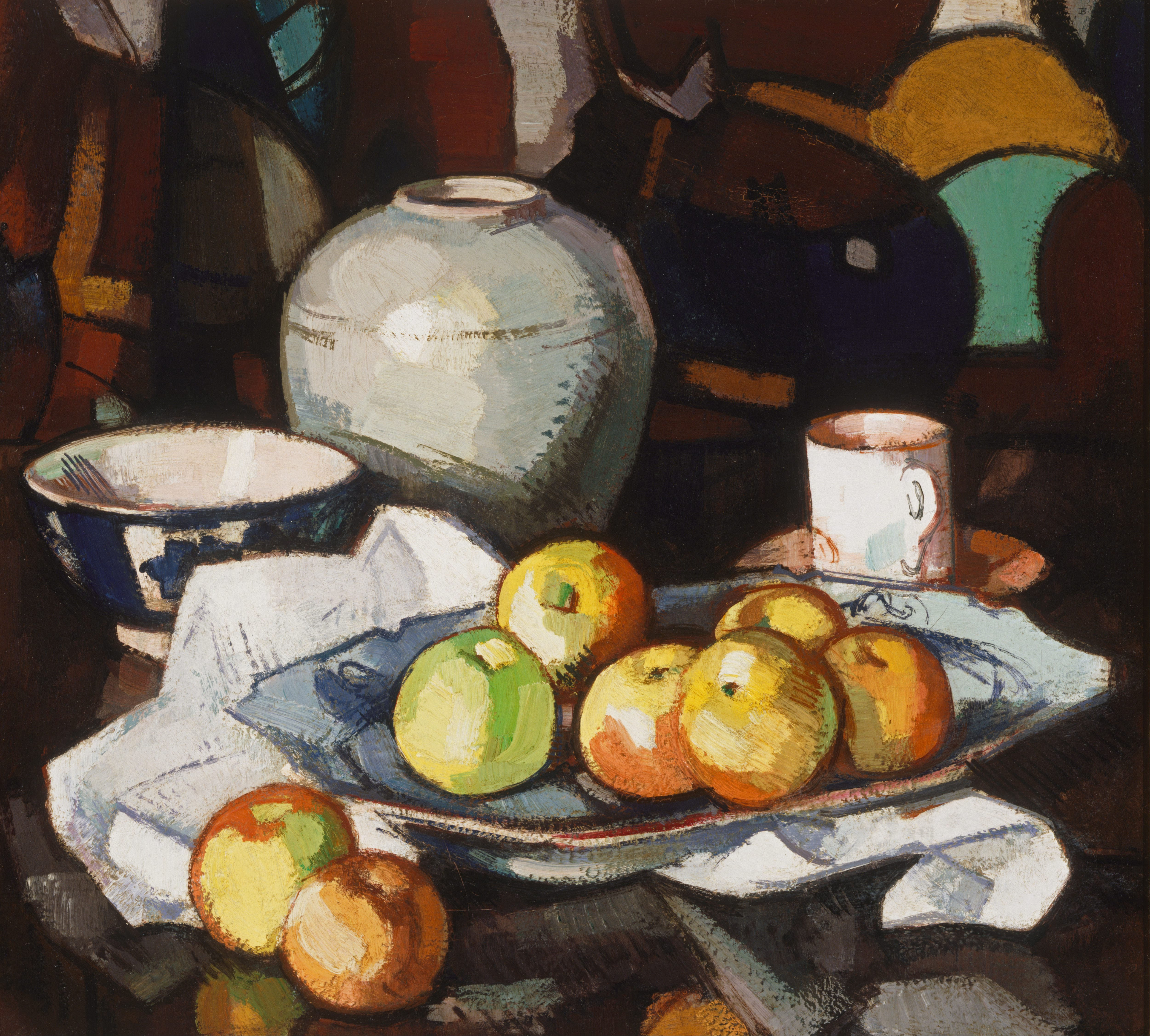
طبیعت بی‌جان با سیب‌ها و بستو ۱۹۱۲-۱۶ م. اثر ساموئل پپلو نگارخانه نیو ساوت ولز
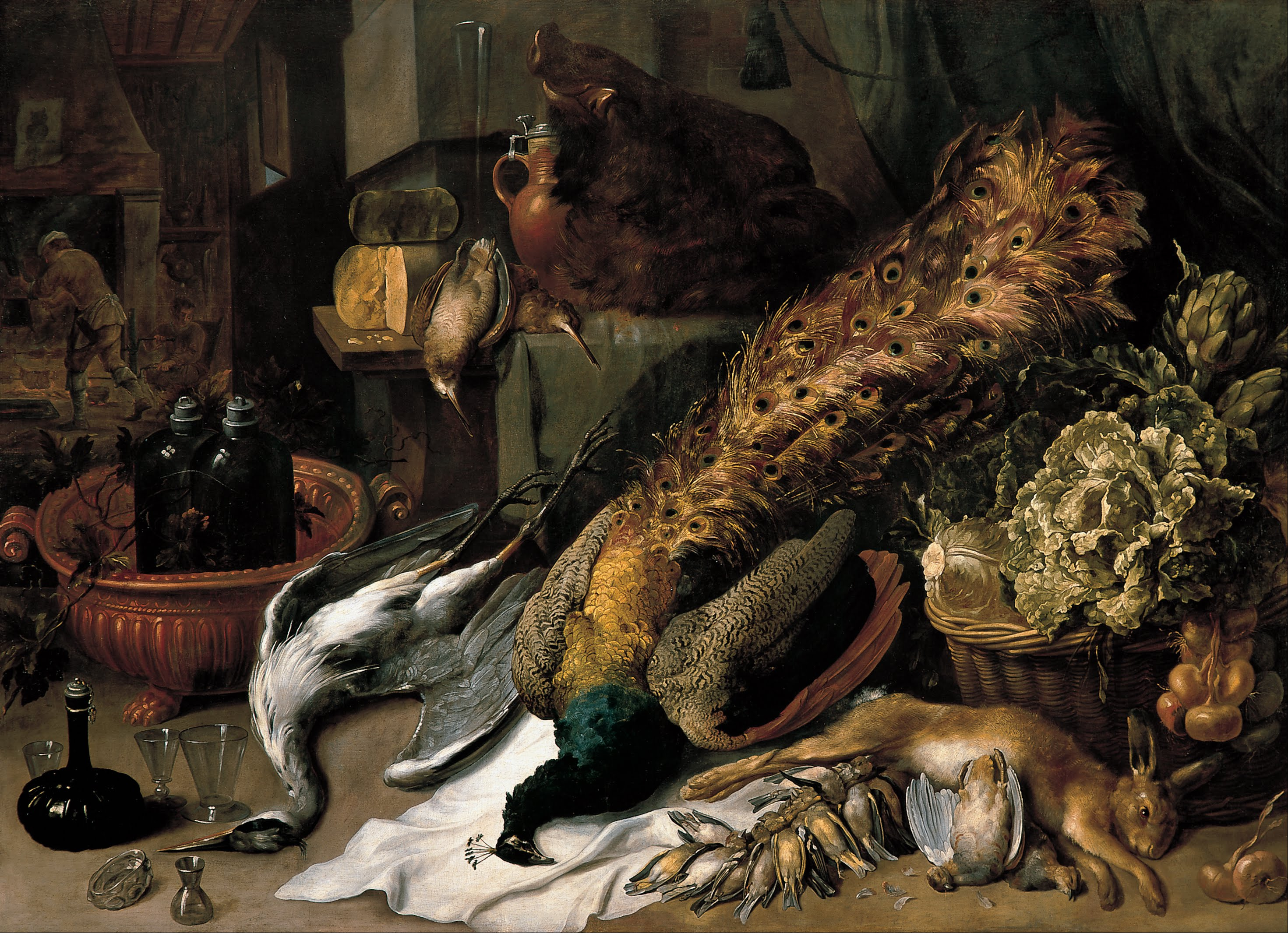
طبیعت بی‌جان در یک سردخانهٔ شراب بین ۱۶۱۰ و ۱۶۲۰ م. اثر فرانس اسنایدر مجموعهٔ خصوصی
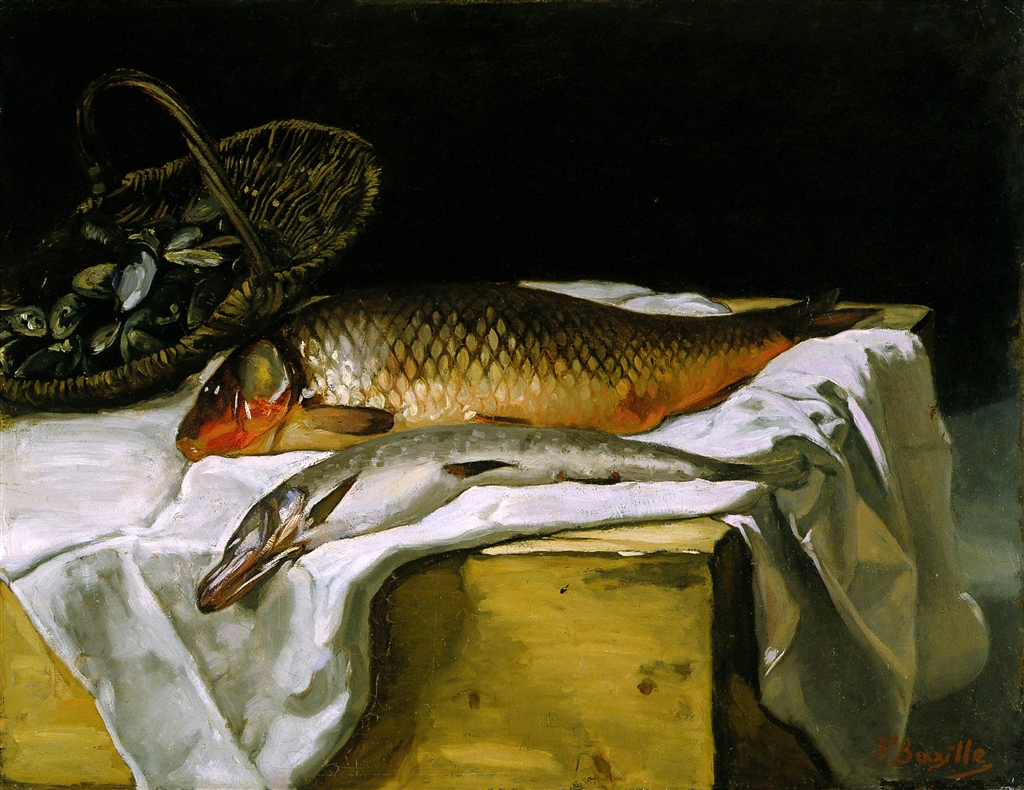
طبیعت بی‌جان با ماهی‌ها ۱۸۶۶-۶۷ م. اثر فردریک بازیل مؤسسه هنر دیترویت
طبیعت بی‌جان گل‌ها
۱۶۱۸ م.
اثر آمبرسیوس بوسخارت
نگارخانه ملی دانمارک